# Kärdla
Kärdla és una vila de l'illa estoniana d'Hiiumaa i capital del municipi de Hiiu i del comtat homònim. Fins al 2013 va ser una ciutat amb estatus de municipi urbà, però es va fusionar amb el municipi rural de Kõrgessaare per donar lloc a l'actual municipi de Hiiu.

## Geografia
Kärdla està localitzada en la costa nord-oriental de Hiiumaa, al costat del golf de Tareste (Tareste laht). Al sud-est de la vila s'hi troba el cràter de Kärdla, originat per un meteorit, que té 455 milions d'anys. Per la vila discorren diversos rierols. A Kärdla també hi ha molts pous artesians.

## Història
Kärdla va ser esmentada per primera vegada el 1564 com un poble habitat per suecs. El seu creixement va estar notablement influït per la fàbrica de teles fundada el 1830. El 1849 es va construir un port. Tant el port com la fàbrica van ser destruïts en la Segona Guerra Mundial. Kärdla va rebre l'estatus de burg el 1920 i de ciutat el 1938.

## Població
| 1897 | 1922 | 1934 | 1939 | 1959 | 1970 | 1979 | 1989 | 2000 | 2010 |
| ---- | ---- | ---- | ---- | ---- | ---- | ---- | ---- | ---- | ---- |
| 1718 | 1580 | 1454 | 1524 | 2688 | 2969 | 3426 | 4126 | 3672 | 3634 |